# حي الأميرة (القدس)
حيّ الأميرة، حيًّا مسيحيًّا في وسط القدس، أُنشئ في نهاية القرن التاسع عشر. خلال فترة الانتداب الْبريطانِيّ دمج الحيّ  في النَّسيج الحضَريّ "للحي اليهودي" المبنية على طول شارع الملك جورج. وبعد قيام دولة إسرائيل، دمّرت بعض المنازل في الحي، وبنيت مبان أخرى مكانها، واعتبر الجزء الآخر أملاك غائبين

## الموقع والهيكل
يمتد الحيّ  بين منطقة حديقة الشمعدان وميدان فرنسا. وتضمّنت مباني الحيّ مساكن ومباني عامة، أقيمت على أراضٍ مملوكة لبطريركية الروم الأرثوذكس في القدس، على مساحات واسعة نسبيًا تركت مساحة حديقة كبيرة حول كل مبنى (للمساكن بشكل أساسي).

## اسم الحيّ
كان يطلق على الحيّ اسم "الأميرة" نسبة إلى "الأميرة" جان ماركوس، وهي امرأة هولندية مسيحية أسست الفندق.

## إنشاء الحيّ
بُني الحي كجزء من عملية خروج المسيحيين من داخل الأسوار ابتداءً من النصف الثاني من القرن التاسع عشر.
في عام 1902، انتقل رولا فلويد، الذي كان عضوًا في المستعمرة الأمريكية في يافا حتى تفكيكها وأحد المرشدين السياحيين الأوائل في فلسطين، إلى منزل بناه في الطرف الشماليّ من الحي. كما اُستخدم المنزل كبيت ضيافة وكان حوله إسطبلات ومستودعات لتأجير المعدات للسياح. توفي فلويد في القدس في عام 1911. وفي عام 1931، أنشأ ابنه ألبرت سينما اسماها عدن بدلاً من ذلك.
قرب نهاية الحرب العالميّة الأولى، في نهاية عام 1917، استولى البريطانيون على القدس من أيدي الإمبراطورية العثمانية والإمبراطورية الألمانية، وطالبوا المواطنين الألمان بمغادرة المدينة. ومن بين أمور أخرى، اضّطرت الأخوات من رتبة الشماسات (الشمّاس- خادم الكنيسة المسيحية) ،اللاتي كنَّ حتى ذلك الحين يديرنَ مدرسة بنات بيت طاليثا كومي في الحي، إلى المغادرة.
في عام 1924 تم افتتاح شارع الملك جورج الذي عبر المنطقة بأكملها وحسّن إمكانية الوصول إليها. صُمم الشارع لربط شارع يافا بمحطة القطار، ولكن رُصف في البداية حتّى ساحة فرنسا فقط.
في عام 1944، اشترت شركة "ييشوف للتدريب" قطعة أرض في الحي، عند زاوية شارعيّ الملك جورج وميلا، ولكن لم يتمّ الانتهاء من بناء “مركز أمير” على قطعة الأرض هذه حتّى عام 1961 (اسم اميرة كانت نسخة عبرية من اسم الحيّ الأصلي "الاميرة").

## بعد ال 1948
بعد عام 1948، قامت هيئة التطوير بمصادرة جميع العقارات التّي كانت مملوكة للعرب المسيحيين في الحي باعتبارها أملاك غائبين. دُمرت معظم المنازل الأصلية وأُقيمت مكانها:
فندق الملوك عام 1956.
بيت سوليل بونا في القدس عام 1957.
قاعة شلومو عام 1958.
وفندق ليوناردو بلازا القدس عام 1974.